# 珍·沃菲
珍·沃菲（英語：Jem Wolfie，1991年8月7日—）是一名澳大利亞網路女模特兒、籃球教練及健身教練。沃菲愛好籃球和健身，且本身擁有36D的巨乳和豐臀，她以時常在Instagram上分享自己健身及運動的火辣照片而聞名；此外，在網路上成名的她也會為內衣或運動品牌代言。沃菲出生於西澳大利亞州珀斯，現居於美國。

## 外部連結
- 珍·沃菲在互联网电影资料库（IMDb）上的資料（英文）
- 珍·沃菲的Instagram帳戶